# I Will Survive
«I Will Survive» (с англ. — «Я выживу») — песня из репертуара Глории Гейнор, выпущенная в октябре 1978 года. Авторами песни являются Фредди Перрен и Дино Фекарис.
Повествование в песне ведётся от лица человека, у которого произошёл разрыв с любимым и который собирает все силы, чтобы жить дальше. Эта песня часто используется как гимн феминистского движения, сексуальных меньшинств и людей, живущих с ВИЧ. Она также является одной из самых знаменитых песен диско и суперхитом Глории Гейнор, занявшим в 1979 году первое место в Billboard Hot 100. В 1980 году песня была отмечена премией «Грэмми» как лучшая диско-композиция, а также заняла в 2003 году 492-е место в списке 500 величайших песен всех времён журнала Rolling Stone. В 2021 году, в обновлённой версии списка, трек поднялся на 251-ю строчку. Британский журнал New Musical Express включил данную композицию в свой список «500 величайших песен всех времён», разместив её в нём на 463-й позиции. Джорджо Мородер поставил её на 14-е место в своём перечне из 34-х лучших диско-песен всех времён, опубликованном на сайте журнала Billboard.